# Crise du nord du Kosovo de 2022-2023
 (décembre 2022).
La mise en forme du texte ne suit pas les recommandations de Wikipédia : il faut le « wikifier ».
Les points d'amélioration suivants sont les cas les plus fréquents. Le détail des points à revoir est peut-être précisé sur la page de discussion.
- Les titres sont pré-formatés par le logiciel. Ils ne sont ni en capitales, ni en gras.
- Le texte ne doit pas être écrit en capitales (les noms de famille non plus), ni en gras, ni en italique, ni en « petit »…
- Le gras n'est utilisé que pour surligner le titre de l'article dans l'introduction, une seule fois.
- L'italique est rarement utilisé : mots en langue étrangère, titres d'œuvres, noms de bateaux, etc.
- Les citations ne sont pas en italique mais en corps de texte normal. Elles sont entourées par des guillemets français : « et ».
- Les listes à puces sont à éviter, des paragraphes rédigés étant largement préférés. Les tableaux sont à réserver à la présentation de données structurées (résultats, etc.).
- Les appels de note de bas de page (petits chiffres en exposant, introduits par l'outil «  Source ») sont à placer entre la fin de phrase et le point final[comme ça].
- Les liens internes (vers d'autres articles de Wikipédia) sont à choisir avec parcimonie. Créez des liens vers des articles approfondissant le sujet. Les termes génériques sans rapport avec le sujet sont à éviter, ainsi que les répétitions de liens vers un même terme.
- Les liens externes sont à placer uniquement dans une section « Liens externes », à la fin de l'article. Ces liens sont à choisir avec parcimonie suivant les règles définies. Si un lien sert de source à l'article, son insertion dans le texte est à faire par les notes de bas de page.
- La présentation des références doit suivre les conventions bibliographiques. Il est recommandé d'utiliser les modèles {{Ouvrage}}, {{Chapitre}}, {{Article}}, {{Lien web}} et/ou {{Bibliographie}}. Le mode d'édition visuel peut mettre en forme automatiquement les références.
- Insérer une infobox (cadre d'informations à droite) n'est pas obligatoire pour parachever la mise en page.

Pour une aide détaillée, merci de consulter Aide:Wikification.
Si vous pensez que ces points ont été résolus, vous pouvez retirer ce bandeau et améliorer la mise en forme d'un autre article.
 (novembre 2023).
 (décembre 2022).
Le contenu est difficilement compréhensible vu les erreurs de traduction, qui sont peut-être dues à l'utilisation d'un logiciel de traduction automatique.
La crise du nord du Kosovo de 2022-2023 est survenue à partir du 31 juillet 2022, lorsque des tensions entre la Serbie et le Kosovo ont été causées en raison de l'expiration de la période de validité de onze ans des documents pour les voitures le 1er août 2022, entre le gouvernement du Kosovo et la minorité serbe (en) du nord du Kosovo.
Le Kosovo, qui a déclaré son indépendance en 2008, a signé un accord avec la Serbie en 2011 qui concluait à l'utilisation de plaques d'immatriculation dans le nord du Kosovo, qui devait passer de celles délivrées par la Serbie à des plaques neutres. L'accord a été prolongé en 2016 et a expiré en 2021, après quoi une crise s'est produite et s'est terminée par un accord qui a mis fin à l'interdiction des plaques d'immatriculation émises par le Kosovo (en) en Serbie. Après l'annonce que les citoyens serbes qui entrent au Kosovo recevront des documents d'entrée et de sortie, des barricades ont été construites dans le nord du Kosovo le 31 juillet 2022, mais ont été retirées deux jours plus tard après que le Kosovo a annoncé qu'il reporterait l'interdiction des plaques d'immatriculation émises par la Serbie. En août, des négociations infructueuses concernant les plaques d'immatriculation ont eu lieu, bien que le différend sur les documents d'identité ait été résolu. Une proposition d'accord a été envoyée à Aleksandar Vučić, le président de la Serbie, et à Albin Kurti, le Premier ministre du Kosovo, le mois suivant, qui stipule que le Kosovo recevrait l'adhésion à l'Organisation des Nations unies, tandis que l'adhésion de la Serbie à l'Union européenne serait accéléré en échange. Aucun progrès n'a encore été réalisé concernant l'accord proposé.
Kurti a refusé de reporter la date limite pour les plaques d'immatriculation et a plutôt annoncé une mise en œuvre progressive qui durerait jusqu'en avril 2023. Cela a commencé en novembre, mais au début du mois, des d'officiers de police, des maires, des juges et des députés serbes du Kosovo de la liste serbe ont démissionné. Le Kosovo et la Serbie ont de nouveau négocié en novembre et avaient ainsi trouvé un accord le 23 novembre qui prévoyait que les plaques d'immatriculation émises par la Serbie continueraient d'être utilisées dans le nord du Kosovo. En décembre, des responsables serbes avaient déclaré que la Serbie envisagerait de déployer 1 000 forces militaires serbes au Kosovo. Les observateurs se sont demandé s'il avait le droit de déployer des forces. De nouvelles barricades ont été érigées dans le nord du Kosovo le 10 décembre, tandis que le 14 décembre, le Kosovo a officiellement signé une demande de candidature à l'adhésion à l'Union européenne.

## Contexte
En 1991, les albanais du Kosovo (en) ont proclamé la création de la république du Kosovo, l'Albanie ne la reconnaissant qu'en tant qu'État indépendant,. Les séquelles de la guerre du Kosovo ont conduit les Nations unies à établir une gouvernance au Kosovo et l'OTAN à établir la Force pour le Kosovo (KFOR). Le Kosovo a ensuite proclamé son indépendance de la Serbie en 2008, la Serbie ne l'ayant pas reconnue,. Le Nord du Kosovo, une région à majorité serbe, est largement opposée à l'indépendance du Kosovo et, avant l'accord de Bruxelles de 2013 (en), a refusé de la reconnaître,. Selon cet accord, une Communauté des municipalités serbes (en) devait être formée d'ici à 2016, bien que le gouvernement du Kosovo ait gelé l'accord en 2015, la Cour constitutionnelle l'ayant déclaré inconstitutionnel,.
Un accord entre la Serbie et le Kosovo a été conclu sur l'utilisation des plaques d'immatriculation en 2011. Jusque-là, la Serbie a délivré des plaques d'immatriculation serbes pour le nord du Kosovo, bien qu'après l'accord, les plaques d'immatriculation aient été remplacées par des plaques neutres. Cet accord a été prolongé en 2016 et était valable jusqu'en septembre 2021. Après l'expiration de l'accord, une crise s'est produite et a duré jusqu'en octobre 2021, date à laquelle un autre accord a été conclu, qui a effectivement mis fin à l'interdiction des plaques d'immatriculation kosovares en Serbie,. Cet accord était initialement destiné à être temporaire, bien qu'en avril 2022, l'accord soit prolongé davantage,.

## Chronologie

### Juillet
Des civils serbes du Kosovo dans le nord du Kosovo ont commencé à construire des barricades le 31 juillet après l'annonce par le Kosovo que les citoyens serbes qui entreraient au Kosovo recevraient des documents d'entrée et de sortie,. Cela a conduit la KFOR à envoyer des troupes pour patrouiller dans les rues, tandis que la police du Kosovo a fini par fermer les passages frontaliers à Jarinje et Brnjak,. Nikola Selaković, alors ministre des Affaires étrangères de la Serbie, a affirmé qu'Albin Kurti, le Premier ministre du Kosovo, « préparait l'enfer dans les jours à venir » pour les Serbes qui vivent au Kosovo. Il a également été signalé que des sirènes de raid aérien avaient été allumées à Zubin Potok et à Kosovska Mitrovica Nord (en). Des routes ont été bloquées près des points de passage frontaliers de Jarinje et Brnjak.
Plus tard dans la journée, le ministère de la Défense de Serbie a déclaré que « l'armée serbe n'avait pas franchi la frontière avec le Kosovo », au milieu d'informations selon lesquelles elle serait entrée au Kosovo. Aleksandar Vučić, le président de la Serbie, a également déclaré qu'il souhaiterait que l'interdiction soit reportée. Il a également ajouté que « s'ils ne veulent pas maintenir la paix, la Serbie gagnera », tandis que Kurti a accusé Vučić et Petar Petković, le directeur du bureau pour le Kosovo-et-Métochie, d'être responsables des troubles,. Selon la Serbie, un serbe a été blessé au poste frontière de Jarinje, bien que le Kosovo l'ait nié et ait déclaré qu'il n'y avait eu que quelques coups de feu,. De plus, un homme armé a également tiré sur la police du Kosovo.

### Août
Après des négociations avec les représentants des États-Unis et de l'Union européenne, le Kosovo a annoncé le 1er août qu'il reporterait temporairement l'interdiction des plaques d'immatriculation émises par la Serbie, après avoir annoncé la décision la veille,. Cet accord est salué par Josep Borrell, haut représentant de l'Union pour les affaires étrangères et la politique de sécurité, et Miroslav Lajčák, représentant spécial de l'Union européenne pour le dialogue Belgrade-Pristina. De plus, Kurti a annoncé que le Kosovo demanderait à devenir membre de l'Union européenne. Le même jour, Balkan Insight (en) a rapporté que les utilisateurs des médias sociaux ont diffusé de la désinformation sur une « guerre à grande échelle ». Un jour plus tard, la KFOR a confirmé que les barricades érigées le 31 juillet avaient été enlevées, après quoi la frontière avait été rouverte,.
La police du Kosovo a signalé qu'une de ses patrouilles avait été attaquée par le feu le 6 août près de la frontière avec la Serbie. Les partis politiques d'opposition au Kosovo ont accusé Kurti « d'effrayer les investisseurs au sujet d'un nouveau conflit possible avec la Serbie ». Kurti a nié les accusations et a plutôt blâmé la Russie et Vladimir Poutine, les accusant de répandre la désinformation,. Lors d'une conférence de presse conjointe et de négociations avec Kurti et Vučić, Jens Stoltenberg, le secrétaire général de l'OTAN, a déclaré que « l'OTAN exhorte à la retenue mais se tient prête à intervenir si nécessaire »,. Un jour plus tard, Borrell a rencontré Kurti et Vučić, Borrell a déclaré que la réunion s'était terminée sans accord, mais que les pourparlers reprendraient également dans les jours suivants,. Le 19 août, l'OTAN a déployé d'autres forces de la KFOR au nord du Kosovo à des fins de maintien de la paix. De plus, Vučić a déclaré que les forces de la KFOR devraient « faire leur travail » et s'est engagé à « défendre les Serbes du Kosovo si l'OTAN ne le faisait pas ».
Borrell a annoncé que le différend sur les documents d'identité avait été réglé le 27 août. Il a été annoncé que la Serbie avait accepté de supprimer les documents d'entrée et de sortie pour les titulaires d'une carte d'identité du Kosovo, tandis que le Kosovo s'engageait à s'abstenir de mettre en œuvre de telles mesures pour les titulaires d'une carte d'identité serbe. Vučić a déclaré qu'il était « très heureux que nous ayons trouvé une solution », tandis qu'Igor Simić (en), le vice-président de la Liste serbe, a déclaré que « c'était la victoire de la diplomatie serbe »,. Kurti a loué aussi l'accord, mais a reçu la critique des partis d'opposition au Kosovo en raison de continuer prétendument la politique de son adversaire Hashim Thaçi,. Le Parti populaire de centre-droit et les partis politiques d'extrême droite Dveri en Serbie ont également critiqué l'accord.

### Septembre
L'accord signé le 27 août, a commencé à être mis en œuvre le 1er septembre,. Ana Brnabić, la première ministre de la Serbie, a visité Kosovska Mitrovica Nord le 5 septembre où elle a rencontré les chefs de la Liste serbe,. Pendant son discours, elle a déclaré qu'elle serait disposée à « faire des compromis dans l'intérêt de la paix et de la stabilité ». Le même jour, Emmanuel Macron, le président de la France, et Olaf Scholz, le chancelier de l'Allemagne, ont exhorté Vučić et Kurti à « dépasser les différences à un moment d'une importance cruciale pour la sécurité ». Dans un discours à l'Assemblée nationale de Serbie le 13 septembre, Vučić a déclaré qu'« une solution réaliste devrait être proposée pour le Kosovo, mais la Serbie ne reconnaîtra pas son indépendance ». Vjosa Osmani, la présidente du Kosovo, a précisé que le Kosovo demanderait à devenir membre de l'Union européenne pendant la présidence tchèque du Conseil de l'Union européenne, qui se terminera le 31 décembre 2022.
Une proposition d'accord envoyée par Lajčák, Jens Plötner (de) et Emmanuel Bonne, respectivement associés de Scholz et Macron, a fuité le 19 septembre,,. Vučić a déclaré qu'il avait lu le document, mais avait refusé de l'emporter avec lui. Un jour plus tard, l'OTAN a annoncé qu'elle enverrait davantage de forces de la KFOR en cas de nouvelles tensions. Le ministère des Affaires intérieures du Kosovo a confirmé le 21 septembre que les voitures avec des plaques d'immatriculation délivrées par la Serbie seront considérées comme non immatriculées après le 1er novembre.

### Octobre
Début octobre, le Kosovo et la Serbie ont confirmé l'existence de l'accord proposé. Vučić a déclaré que selon l'accord proposé, le Kosovo recevrait l'adhésion aux Nations unies, tandis que la Serbie recevrait en échange une adhésion accélérée à l'Union européenne,. Gabriel Escobar, l'envoyé spécial du département d'État américain pour les Balkans, a déclaré le 20 octobre que le Kosovo devrait reporter la date limite. Goran Rakić, le leader de la Liste serbe, a rencontré Vučić le 27 octobre. Lors d'une conférence de presse, Rakić a déclaré que « si le Kosovo commence à appliquer la confiscation des véhicules et des plaques d'immatriculation, nous utiliserons tous les moyens contre lui » mais a assuré que « tous les moyens démocratiques et pacifiques » seraient utilisés,.
Kurti a refusé de reporter la date limite, bien que le 28 octobre, il ait annoncé une mise en œuvre progressive du changement de plaques d'immatriculation jusqu'au 21 avril,. Il a également ajouté que les voitures avec des plaques d'immatriculation émises par la Serbie seront « réprimandées, puis condamnées à une amende, puis forcées d'attacher des plaques probatoires à leurs voitures ».

### Novembre

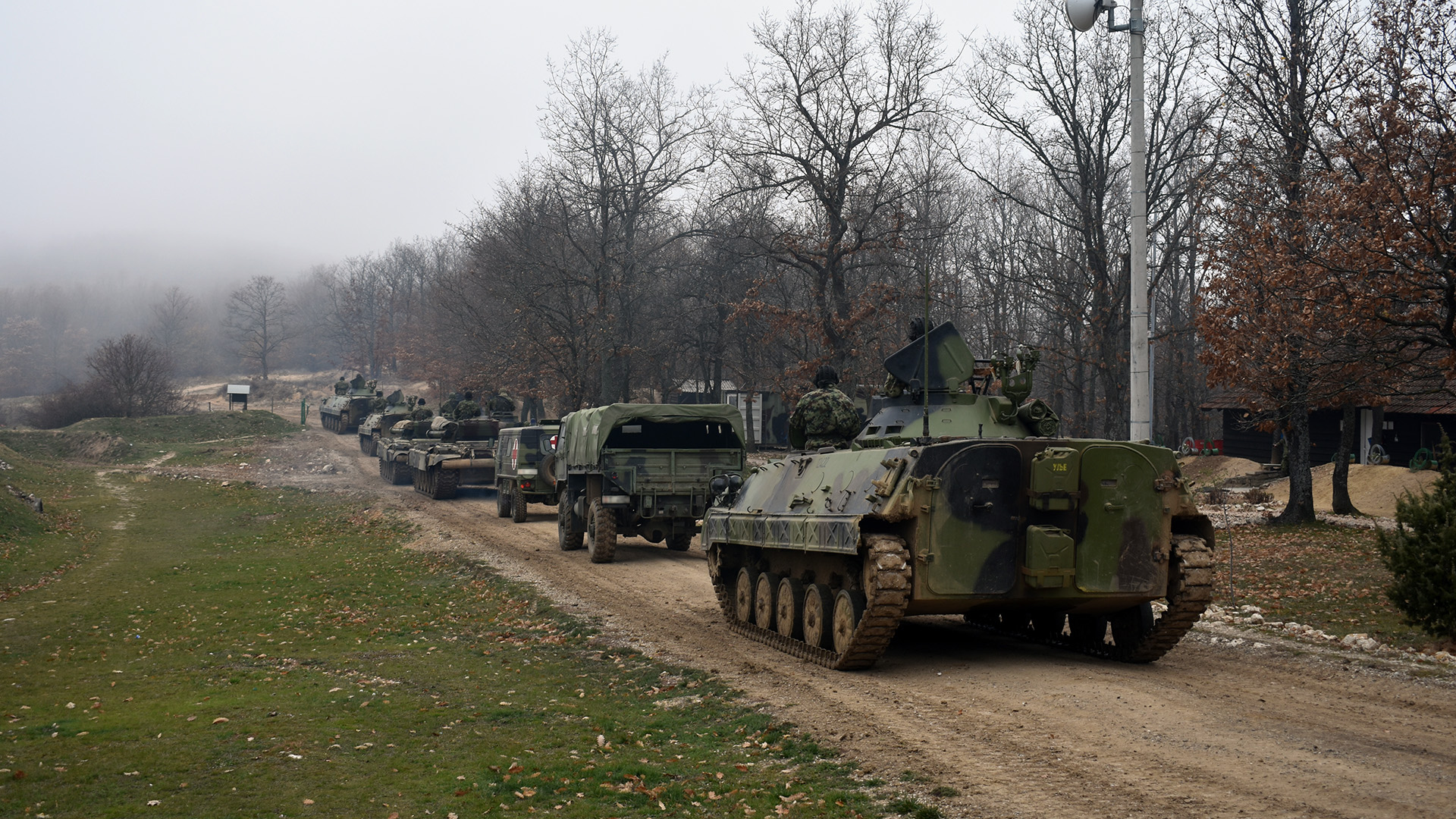
Une base de l'armée serbe située près de la frontière entre la Serbie et le Kosovo.

La mise en œuvre progressive a commencé le 1er novembre,. Un jour plus tard, Nenad Đurić, le directeur de la Direction régionale de la police pour le nord du Kosovo, a déclaré que la police du nord du Kosovo n'appliquerait pas la décision sur le réenregistrement des plaques d'immatriculation émises par la Serbie pour ceux qui sont délivrés par le Kosovo. Le 5 novembre, des centaines de policiers, maires, juges et parlementaires serbes du Kosovo de la Liste serbe se sont retirés des institutions gouvernementales en signe de protestation,,. En réponse, Kurti, Borrell et Christopher R. Hill, l'ambassadeur des États-Unis en Serbie (en), a déclaré que « le retrait n'est pas la réponse à la crise », tandis que Vučić a accusé Kurti d'ignorer l'accord de Bruxelles. Kurti avait déclaré trois jours auparavant que la « Communauté des municipalités serbes » n'existait pas. Le 6 novembre, une protestation organisée par la Liste serbe a été tenue dans Kosovska Mitrovica Nord,. Des démissions massives de serbes du Kosovo ont continué à avoir lieu après les démissions du 5 novembre, après quoi Kurti a accusé la Serbie de « tenter de déstabiliser le Kosovo »,. En réponse, l'OTAN a déployé plus de troupes de maintien de la paix de la KFOR.
Ivica Dačić, ministre des Affaires étrangères de Serbie, a déclaré le 6 novembre que l'accord proposé était « inacceptable » et a affirmé que l'accord « part de la position selon laquelle le Kosovo est indépendant ». Kurti et Vučić ont rencontré Macron et Borrell en France le 11 novembre où ils ont discuté de la crise,. Borrell a déclaré que Kurti et Vučić n'ont pas rejeté l'accord proposé et a déclaré que les Serbes du Kosovo devraient retourner dans les institutions gouvernementales, alors qu'il a également exhorté Kurti à former la Communauté des municipalités serbes. Vučić a également accusé l'Allemagne et le Royaume-Uni de soutenir prétendument Kurti. À la suite de la réunion, Osmani a annoncé que des élections municipales auront lieu dans quatre municipalités du nord du Kosovo en décembre 2022. L'élection a ensuite été reportée à avril 2023. Kurti et Vučić ont de nouveau rencontré Lajčák et Borrell pour discuter de la mise en œuvre des plaques d'immatriculation le 21 novembre. Ils n'ont pas réussi à parvenir à un accord, bien que Kurti ait annoncé peu après qu'il avait accepté la proposition des États-Unis de reporter l'application de la mesure pour punir les propriétaires de voitures qui n'ont pas changé les plaques d'immatriculation émises par la Serbie pendant deux jours. Un jour plus tard, une autre série de pourparlers a eu lieu, durant laquelle un accord entre le Kosovo et la Serbie a été atteint. Borrell a déclaré que le Kosovo et la Serbie « se concentreraient désormais sur la normalisation de leurs relations », tandis que Petković, qui était l'un des négociateurs, a déclaré que les plaques d'immatriculation délivrées par la Serbie continueraient d'être utilisées dans le nord du Kosovo,.
Au milieu de la crise, le ministère de la Défense de Serbie a affirmé que « plusieurs drones sont entrés dans l'espace aérien serbe depuis le Kosovo lors des trois derniers jours » le 2 novembre. Vučić a ordonné « d'éliminer » tous les drones qui pénètrent dans l'espace aérien serbe et a placé l'armée serbe en « alerte élevée ». Le ministère de la Défense de Serbie a également affirmé qu'un « drone commercial » avait été détruit près de la caserne de l'armée à Raška, bien qu'Armend Mehaj (en), le ministre de la Défense du Kosovo, ait nié que des drones du Kosovo soient entrés dans l'espace aérien serbe.

### Décembre

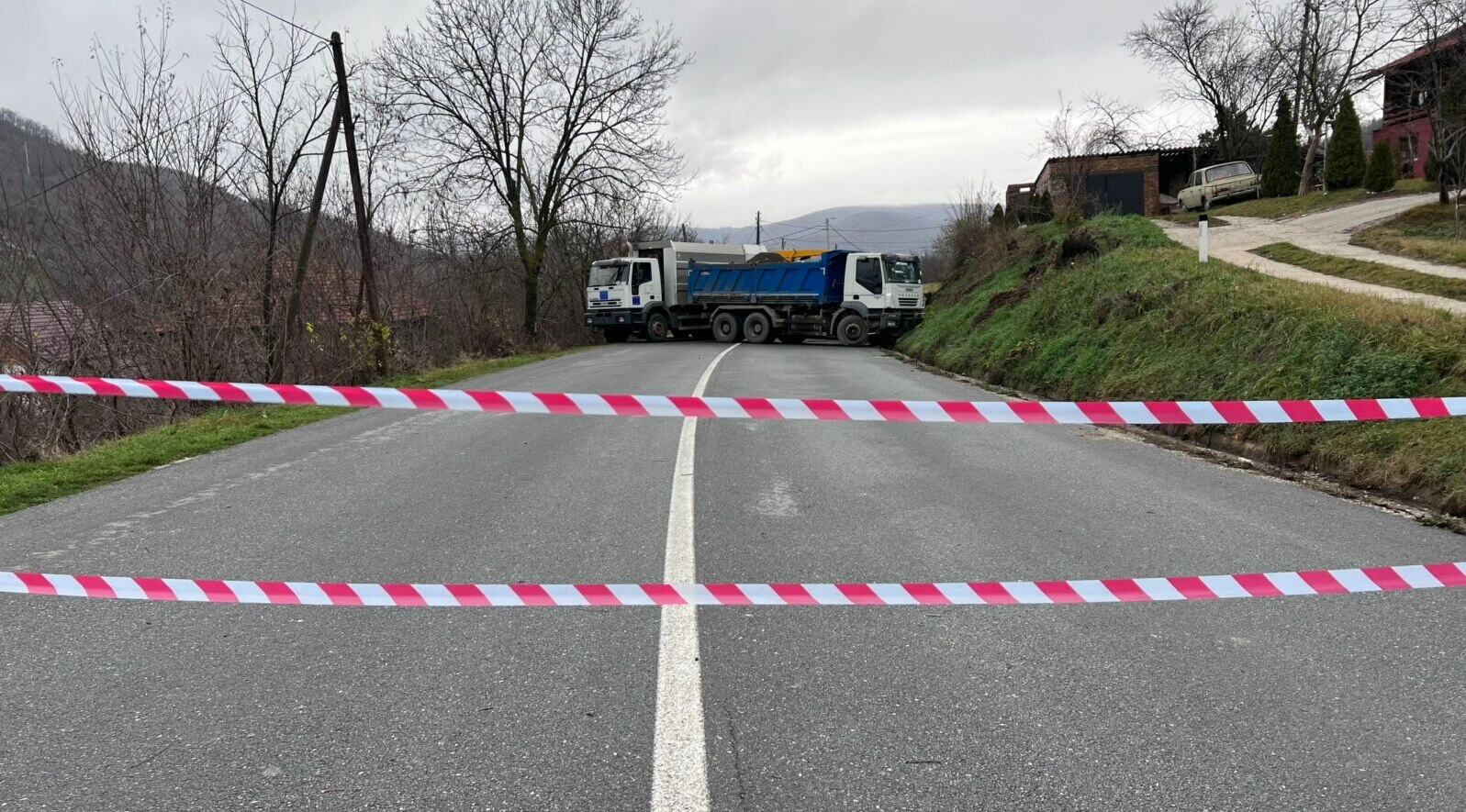
Une barricade dans le nord du Kosovo le 12 décembre.

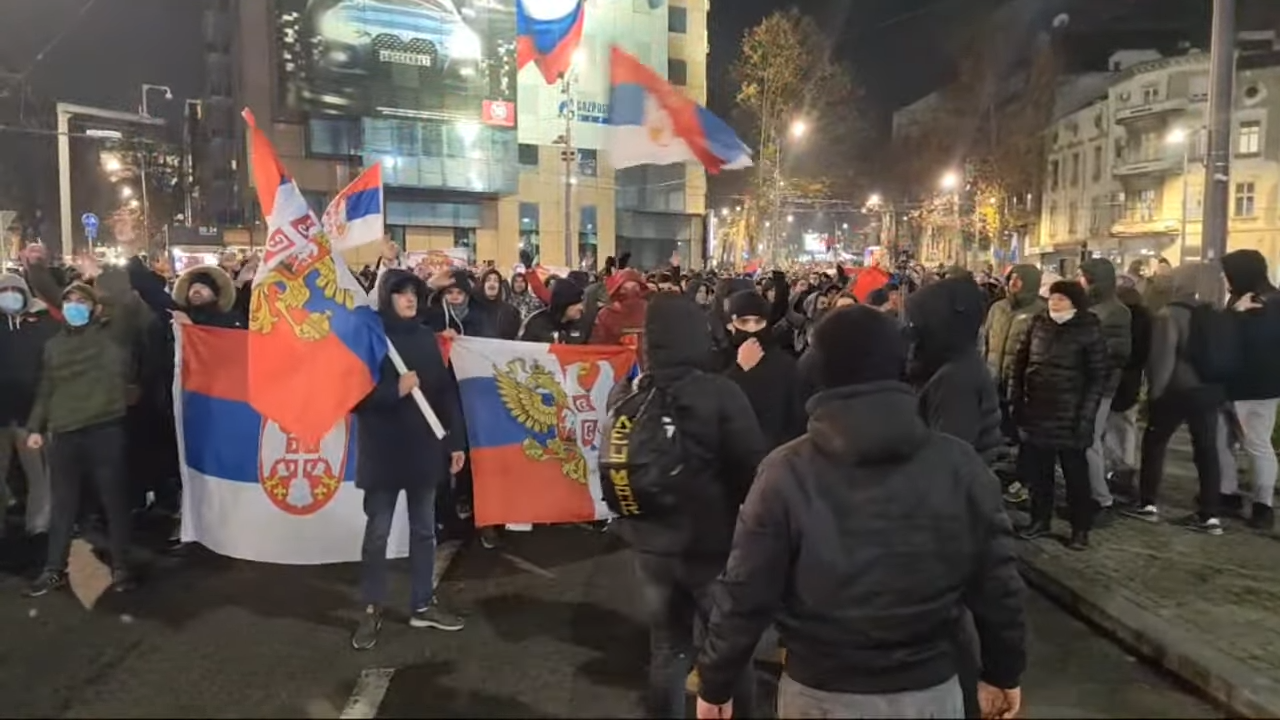
Une manifestation a eu lieu à Belgrade le 12 décembre en soutien aux Serbes du Kosovo.

Kurti a nommé Nenad Rašić (en) au poste de ministre des communautés et revient le 1er décembre, poste occupé par Rakić jusqu'à sa démission le 5 novembre. La liste serbe a affirmé que sa nomination était « inconstitutionnelle », tandis que Vučić a qualifié Rašić de « pire racaille serbe » lors d'une conférence de presse,. Lors du sommet UE-Balkans occidentaux à Tirana le 6 décembre, Vučić et Osmani ont reçu une version mise à jour de l'accord proposé,. De plus, Osmani a officiellement annoncé que le Kosovo demanderait à rejoindre l'Union européenne en décembre 2022.
Le 8 décembre, Petković a déclaré que la Serbie envisagerait de déployer 1 000 forces militaires serbes au Kosovo, citant le contenu de l'article 4 et de l'annexe 2, article 6 de la résolution 1244 du Conseil de sécurité des Nations unies, en raison d'affirmations selon lesquelles l'Unité de soutien opérationnel régional (ROSU) aurait attaqué Kosovska Mitrovica Nord,,. Le gouvernement du Kosovo a nié que le ROSU soit entré dans Kosovska Mitrovica Nord, déclarant que « c'était la police, et non une autre unité ». Le même jour, la police du Kosovo a signalé qu'un groupe de personnes armées avait attaqué l'un de ses policiers,. Un jour plus tard, Brnabić pensait comme Petković et a accusé la KFOR de « ne pas avoir protégé les serbes » d'un harcèlement présumé des Serbes du Kosovo. Osmani a décrit la considération comme « un acte d'agression ». Le 10 décembre, Vučić a déclaré qu'il enverrait une demande à la KFOR afin de déployer des forces militaires et policières au Kosovo, bien qu'il ait également ajouté qu'il « sait que cette demande sera rejetée »,,.
De barricades ont commencé à se former après l'arrestation d'un ancien policier d'origine serbe le même jour,. Il a été rapporté que les barricades ont été vues à Leposavić et Zvečan et que des sirènes de raid aérien ont également été allumées. La police du Kosovo a alors annoncé que les passages frontaliers à Jarinje et Brnjak seraient fermés. Xhelal Sveçla (en), le ministre des Affaires intérieures du Kosovo, a déclaré que l'ancien policier était l'un des suspects qui ont attaqué des policiers dans les jours précédant la formation des barricades. Un jour plus tard, une grenade assourdissante a été lancée sur une voiture qui appartenait à la Mission État de droit de l'Union européenne au Kosovo (EULEX), mais aucun blessé n'a été signalé,. Borrell et l'OTAN ont condamné l'attaque, avec Borrell déclarant aussi que les barricades devraient être enlevées,. Le même jour, Kurti a demandé à la KFOR de garantir la « liberté de mouvement » après avoir accusé les manifestants de bloquer les routes, tandis que Vučić a juré de « maintenir la paix ». Depuis lors, les manifestations sont restées pacifiques tandis que les écoles du nord du Kosovo ont été temporairement fermées,.
Une manifestation ultranationaliste de soutien aux Serbes du Kosovo a eu lieu à Belgrade le 12 décembre. Les manifestants ont scandé des slogans tels que « Le Kosovo est la Serbie (en) » et ont brûlé des drapeaux du Kosovo,. La manifestation a été suivie par des groupes d'extrême droite tels que Dveri, la patrouille du peuple et la droite serbe (en). Le même jour, Borrell a annoncé que l'Union européenne renforcerait EULEX, qui est chargée de patrouiller dans le nord du Kosovo,. Escobar a déclaré le 13 décembre que « les États-Unis sont contre l'envoi de la Serbie de forces militaires au Kosovo ». Après une réunion avec Kurti le même jour, Lajčák a déclaré que « les barricades devraient être supprimées avec un accord politique, plutôt qu'avec des bulldozers », tandis qu'Escobar a déclaré qu'il attendait un accord concernant la Communauté des municipalités serbes,. Le 14 décembre, le Kosovo a officiellement signé une demande pour solliciter le statut de candidat à l'adhésion à l'Union européenne, Vučić affirmant que le Kosovo avait violé l'accord de Washington en signant la demande,,.

## Réactions
Début août, Edi Rama, le Premier ministre albanais, a commenté les tensions survenues le 31 juillet et a déclaré que le Kosovo devrait rejoindre la zone économique et politique des Balkans ouverts afin d'éviter une guerre potentielle. Cela a été repris plus tard par Hill. Maria Zakharova, la porte-parole du ministère des Affaires étrangères de la Russie, a accusé les albanais du Kosovo d'aggraver le conflit, tandis que Dmitri Peskov, l'attaché de presse du Kremlin (en), a déclaré que la Russie exige que « tous les droits des Serbes soient respectés ». Richard Grenell, l'envoyé spécial du président pour négocier la paix en Serbie et au Kosovo sous l'administration de Donald Trump, s'est déclaré déçu par l'avancée des négociations.
Après la fuite de l'accord proposé fin septembre 2022, Dušan Janjić du Forum de Belgrade pour les relations ethniques a déclaré que l'accord consistait à « mettre le dialogue exclusivement au niveau politique », tandis que Bodo Weber, journaliste et analyste politique, a déclaré que l'accord « pourrait changer le cours du dialogue » mais il a également estimé que « le Kosovo et la Serbie sont encore loin d'un accord définitif ». Milorad Dodik, le président de la Republika Srpska, a déclaré que la Republique serbe de Bosnie, une entité de la Bosnie-Herzégovine, est « prête à aider le peuple serbe au Kosovo, même au-delà de ses capacités ». Milan St. Protić (en), historien et diplomate, a déclaré que la Serbie devrait accepter l'accord. Weber a décrit la démission massive des Serbes du Kosovo des institutions du Kosovo comme « la crise résultant de l'absence de facto de négociations ». Konrad Clewing, un expert de l'Institut Leibniz pour la recherche sur l'Europe de l'Est et du Sud-Est, a déclaré que la démission massive pourrait créer « d'énormes conséquences ».
Depuis l'annonce que la Serbie envisagerait de déployer 1 000 forces militaires serbes au Kosovo, il y a eu des différends quant à savoir si elle avait ou non le droit de déployer des forces. Radio Free Europe a déclaré que selon la résolution 1244, le personnel serbe pouvait retourner et remplir certaines fonctions au Kosovo, bien que ces fonctions n'incluent que la connexion avec la mission civile internationale et la présence de sécurité internationale, le déminage, le maintien d'une présence sur les sites du patrimoine culturel serbe et aux principaux points de passage frontaliers. Boris Tadić, ancien président de la Serbie, a critiqué le gouvernement de la Serbie et a déclaré que Petković et Brnabić « ont induit le public en erreur », tandis que Momir Stojanović (en), l'ancien chef de l'Agence de sécurité militaire (en), a déclaré que le retour des forces serbes au Kosovo est « impossible »,. Janjić a déclaré qu'« il n'est pas illégal d'envisager de faire cela » mais que « dans ce cas, ce n'est pas souhaitable », tandis qu'Ivo Visković (en), ancien professeur à la Faculté des sciences politiques de l'université de Belgrade, a déclaré que « le moment est venu où la diplomatie devrait fonctionner ». De plus, les États-Unis et Peter Stano, le porte-parole de l'Union européenne, ont demandé la désescalade.